# Alsószalók
Alsószalók (szlovákul: Nižný Slavkov, németül: Unter-Schlauch) község Szlovákiában, az Eperjesi kerület Kisszebeni járásában.

## Fekvése
Eperjestől 42 km-re északnyugatra, Kisszebentől 26 km-re nyugatra, a Szalóki-patak partján fekszik.

## Története
Szalókot 1214-ben említik először, ekkor 12 háza volt és már állt a Szent Anna kápolna. Neve a török Szalók személynévből származik. IV. Béla király a tatárjárás után németeket telepített ide. 1288-ban Tarca uradalmához tartozott. 1289-ben „Zolouk” a neve. Alsószalók néven 1316-ban szerepel először. 1321-ben „Solovk”, 1322-ben „Slauk” néven emíltik, ekkor hetivásár tartására kapott jogot. 1352-ben határában egy, a 12. században már állt erődítményt említenek. 1427-ben 50 portája volt, fele a Semsey család birtokában állt. 1479-től a szepesi káptalanhoz tartozott. A 16. századtól a Bornemissza és Segney családoknak volt itt birtoka. 1722-ben és 1726-ban a falu leégett. 1787-ben 125 házában 891 lakos élt.
A 18. század végén Vályi András így ír róla: „Alsó, és Felső Szalók. Két falu Sáros Várm. Alsó Szalóknak földes Urai Semsey Uraság, és a’ Szepesi Káptalan; ennek Ispotállya is van: Felső Szalóknak pedig, melly Szepes Vármegyében vagyon, földes Ura Horvát Úr, lakosaik katolikusok, és másfélék is, fekszenek Farkasvőlgyén, Szepes Várm. szélénél; határbéli földgyeik néhol soványak, fájok, legelőjök van.”
1828-ban 152 háza volt 1138 lakossal, akik főként állattartással foglalkoztak.
Fényes Elek 1851-ben kiadott geográfiai szótárában így ír a faluról: „Alsó-Szalók, (Nizni Slawkov), tót falu, Sáros vmegyében, Berzeviczéhez délre 1 órányira, 1114 kath., 10 zsidó lak. Kath. paroch. templom. Vizimalom. Sok erdő. F. u. a szepesi káptalan, Semsey smt.”
A trianoni diktátum előtt Sáros vármegye Héthársi járásához tartozott.

## Népessége
| Év:            | 1994. | 2004.   | 2014.   | 2024.   |
| -------------- | ----- | ------- | ------- | ------- |
| Emberek száma: | 800   | 789     | 833     | 876     |
| Eltérés:       |       | -1,37 % | +5,57 % | +5,16 % |

| Év:            | 2023. | 2024.   |
| -------------- | ----- | ------- |
| Emberek száma: | 880   | 876     |
| Eltérés:       |       | -0,45 % |

1910-ben 1071-en, többségében szlovákok lakták, jelentős magyar kisebbséggel.
2001-ben 771 lakosából 736 szlovák volt.
2011-ben 819 lakosából 624 szlovák és 156 cigány.

## Nevezetességei
- Szűz Mária tiszteletére szentelt, római katolikus temploma 13. századi kora gótikus eredetű, később átalakították. Gótikus és barokk oltárai vannak.
- A Szent Anna kápolna 1214-ből származik, később barokk stílusban átépítették.
- A Szent Család és Szent János apostol útikápolnák építési ideje nem ismert.
- Értékes műemléke a Fekete-mocsár völgyében álló Öreg malom.